# François Thébaud
Pour les articles homonymes, voir Thébaud.
François Thébaud, né le 31 janvier 1914 à Carantec (Finistère) et mort le  19 juin 2008 à Quimperlé, est un journaliste sportif français spécialiste du football.
Il collabora notamment à Libération, puis à Miroir Sprint dont il dirigea la rubrique « football », et fut longtemps le rédacteur en chef de Miroir du football de 1959 à 1976.
Dans ce dernier magazine, auquel il consacra un ouvrage, il se faisait le défenseur du beau jeu. Enthousiasmé par le football tel qu'il était pratiqué en Amérique latine, et plus particulièrement au Brésil, il y effectua plusieurs reportages et consacra un livre à Pelé.
Son meilleur ami était René Taquet, ouvrier et ancien footballeur du Red Star, connu dans le club pour arriver très régulièrement en retard aux matchs. 
Il meurt le 19 juin 2008, à l'âge de 94 ans. Lauréat du Prix Martini en 1959, récompensant le meilleur article sportif pour un reportage en Amérique latine, il avait aussi travaillé pour le quotidien 24 heures de Lausanne. Il sera incinéré à Lorient.

## Œuvre
- Pelé : une vie, le football, le monde, Paris, Hatier, 1974, 207 p.
- Le Temps du "Miroir" : une autre idée du football et du journalisme, Paris, Éditions Albatros, 1982, 210 p.
- Coupe du monde de football. Un miroir du siècle (1904-1998), Paris, éditions Syllepse, 2022, 183 p.  (ISBN 9791039900713)